# Nhà thờ Đức Chúa Trời, Chotyniec
Nhà thờ Đức Chúa Trời ở Chotyniec - một nhà thờ bằng gỗ theo kiến trúc Gô-tích nằm ở làng Chotyniec từ thế kỷ XVII, cùng với các tserkvas khác nhau được chỉ định là một phần của tserkvas của UNESCO ở vùng Carpathian ở Ba Lan và Ukraine.

## Lịch sử
Tài liệu đầu tiên ghi lại sự tồn tại của tserkva bắt nguồn từ năm 1671. Tserkva là một trong vô số tserkvas của Giáo hội Công giáo Hy Lạp Ucraina đang hoạt động ở Ba Lan, đã sống sót sau Thế chiến II và các cuộc chuyển dân số Ba Lan sau đó. Các tserkva đã trải qua nhiều lần cải tạo và được xây dựng lại vào năm 1733, 1858 và 1925. Sau Chiến dịch Vistula năm 1947 (di dời những người thiểu số Ukraine ra khỏi Cộng hòa Nhân dân Ba Lan), tserkva đã bị đóng cửa và biến thành một nhà thờ Công giáo La Mã. Vào những năm 1980, tserkva đã bị đóng cửa do trạng thái cấu trúc kém. Năm 1990, tserkva đã được chủ sở hữu trước đó lấy lại và chuyển đổi thành tserkva của Giáo hội Công giáo Hy Lạp Ukraine. Giữa năm 1991 và 1994, tserkva đã trải qua một cuộc cải tạo phức tạp, chủ yếu là nhờ sự giúp đỡ của giáo dân địa phương.